# Gloria Holden
Gloria Holden, all'anagrafe Gloria Anna Holden (Londra, 5 settembre 1903 – Redlands, 22 marzo 1991), è stata un'attrice statunitense di origine britannica.

## Biografia
Nata in Inghilterra, Gloria Holden si trasferì con la famiglia negli Stati Uniti quando era ancora bambina. Frequentò le scuole a Wayne (Pennsylvania) e più tardi studiò recitazione all'American Academy of Dramatic Arts di New York.
Intrapresa la carriera teatrale, iniziò a interpretare piccoli ruoli in lavori quali The Royal Family, nel quale recitò poche battute nella parte di un'infermiera, Children of Darkness, in cui fu la sostituta della protagonista Mary Ellis, e The Ferguson Family. Il debutto a Broadway risale al giugno 1931 nella pièce As Husbands Go presso il John Golden Theatre, cui seguì un altro ruolo importante in Manhattan Melody di Lawrence Hazard, in scena nell'agosto 1932 al Longacre Theatre, fino a una parte da protagonista in Survivor di D.L. James.
Dopo alcuni anni di carriera sul palcoscenico, fece il suo esordio sul grande schermo nel 1936, ottenendo la parte di Joan Carstairs nella commedia Gelosia, in cui recitò accanto a Clark Gable, Jean Harlow e Myrna Loy. Subito dopo interpretò il ruolo per il quale è oggi maggiormente ricordata, quello della contessa Marya Zeleska nell'horror La figlia di Dracula (1936), prodotto dalla Universal Pictures, casa cinematografica specializzatasi durante gli anni trenta in pellicole dell'orrore. Adattamento di Dracula's Guest, un racconto di Bram Stoker, il film diede alla Holden l'opportunità di essere protagonista femminile assoluta nel ruolo della languida figlia di Dracula, in una storia affascinante e non priva di sfumature ambigue per via dell'influenza ipnotica e del potere seduttivo esercitati dalla contessa sulle coprotagoniste femminili (interpretate da Marguerite Churchill e Nan Grey).
Dopo questo exploit, ottenne un altro ruolo importante, quello di Alexandrine Zola, moglie del celebre scrittore francese, nel film biografico Emilio Zola (1937), in cui recitò accanto a Paul Muni e che rappresentò l'apice della carriera cinematografica dell'attrice. Nello stesso anno interpretò il ruolo di Marian Morgan in The Man Without a Country, che ottenne una candidatura al premio Oscar al miglior cortometraggio. Nel 1939 apparve nel ruolo di Madame Rapport in un'altra pellicola dell'orrore, Miracles for Sale, che fu l'ultimo film diretto da Tod Browning, uno dei maestri dell'horror. Nel 1940 interpretò il ruolo di Julie La Verne in una versione radiofonica di Show Boat, adattamento dell'omonima pellicola del 1936, nell'ambito dell'antologia Lux Radio Theatre.
La sua carriera cinematografica proseguì con ruoli sempre più di secondo piano, pur in pellicole ad alto budget come Arditi dell'aria (1938), in cui lavorò nuovamente con Clark Gable e Myrna Loy, il western Gli avventurieri (1939), al fianco di Errol Flynn e Olivia de Havilland, l'avventura in costume I vendicatori (1941), accanto a Douglas Fairbanks Jr.. Ma durante gli anni quaranta le sue apparizioni furono limitate prevalentemente a B movie, tranne in sporadiche occasioni, come la commedia I trafficanti (1947), in cui ritrovò Clark Gable, con cui aveva già lavorato in precedenza.
Apparsa in alcune serie televisive antologiche all'inizio degli anni cinquanta, la Holden non ebbe miglior fortuna sul piccolo schermo. Lavorò ancora in diversi film di successo come le commedie Il capitalista (1952), La sposa sognata (1953) e La tentazione del signor Smith (1958), oltre a interpretare il ruolo di Mrs. Duchin nel dramma Incantesimo (1956), biografia del pianista Eddie Duchin (impersonato da Tyrone Power). La sua carriera si chiuse con una breve apparizione non accreditata nella commedia La signora mia zia (1958), interpretata da Rosalind Russell.

## Vita privata
Dopo il primo matrimonio con Harry Dawson Reynolds, la Holden si risposò nel 1944 con William Hoyt, da cui nello stesso anno ebbe un figlio, Christopher (che morirà prematuramente nel 1970).
Il matrimonio con Hoyt durò fino alla morte dell'attrice, avvenuta il 22 marzo 1991, all'età di 87 anni, per un attacco cardiaco. 

## Filmografia

### Cinema
- The Return of Chandu, regia di Ray Taylor (1934) – non accreditata
- Gelosia (Wife vs. Secretary), regia di Clarence Brown (1936)
- La figlia di Dracula (Dracula's Daughter), regia di Lambert Hillyer (1936)
- Emilio Zola (The Life of Emile Zola), regia di William Dieterle (1937)
- The Man Without a Country, regia di Crane Wilbur (1937) - cortometraggio
- Sotto il cielo delle Hawaii (Hawaii Calls), regia di Edward F. Cline (1938)
- Arditi dell'aria (Test Pilot), regia di Victor Fleming (1938)
- Vogliamo l'amore (Girls' Schhol), regia di John Brahm (1938)
- Gli avventurieri (Dodge City), regia di Michael Curtiz (1939)
- Miracles for Sale, regia di Tod Browning (1939)
- A Child Is Born, regia di Lloyd Bacon (1939)
- Ciò che si chiama amore (This Thing Called Love), regia di Alexander Hall (1940)
- Passaggio a Hong Kong (Passage from Hong Kong), regia di D. Ross Lederman (1941)
- I vendicatori (The Corsican Brothers), regia di Gregory Ratoff (1941)
- Don't Talk, regia di Joseph M. Newman (1942) - cortometraggio
- Io la difendo (A Gentleman After Dark), regia di Edwin L. Marin (1942)
- Miss Annie Rooney, regia di Edwin L. Marin [1942)
- Apache Trail, regia di Richard Thorpe e, non accreditato, Richard Rosson (1942)
- Tragico oriente (Behind the Rising Sun), regia di Edward Dmytryk (1943)
- Strange Holiday, regia di Arch Oboler (1945)
- Having Wonderful Crime, regia di A. Edward Sutherland (1945)
- Adventures of Rusty, regia di Paul Burnford (1945)
- The Girl of the Limberlost, regia di Mel Ferrer (1945)
- Hit the Hay, regia di Del Lord (1945)
- L'angelo del dolore (Sister Kenny), regia di Dudley Nichols (1946) – non accreditata
- Una donna in cerca di brividi (Undercover Maisie), regia di Harry Beaumont (1947)
- I trafficanti (The Hucksters), regia di Jack Conway (1947)
- Pugno di ferro (Killer McCoy), regia di Roy Rowland (1947)
- Perilous Waters, regia di Jack Bernhard (1948)
- The Sickle or the Cross, regia di Frank R. Strayer (1949)
- Bella e bugiarda (A Kiss for Corliss), regia di Richard Wallace (1949)
- The Marionette Mystery, regia di William Cameron Menzies (1950) – film tv
- Il capitalista (Has Anybody Seen My Gal?), regia di Douglas Sirk (1952)
- La sposa sognata (Dream Wife), regia di Sidney Sheldon (1953)
- Incantesimo (The Eddie Duchin Story), regia di George Sidney (1956)
- La tentazione del signor Smith (This Happy Feeling), regia di Blake Edwards (1958)
- La signora mia zia (Auntie Mame), regia di Morton DaCosta (1958) – non accreditata

### Televisione
- The Chevrolet Tele Theatre - serie TV, 1 episodio (1948)
- Your Show Time - serie TV, 1 episodio (1949)
- Lux Video Theatre - serie TV, 1 episodio (1955)

## Doppiatrici italiane
- Wanda Tettoni in Io la difendo
- Lola Braccini in Il capitalista
- Clelia Bernacchi in La sposa sognata
- Giovanna Scotto in Incantesimo
- Tina Lattanzi in La tentazione del signor Smith
- Paola Giannetti in Gli avventurieri (ridoppiaggio)